# Biencourt-sur-Orge
Biencourt-sur-Orge é uma comuna francesa na região administrativa de Grande Leste, no departamento de Meuse. Estende-se por uma área de 12,38 km². Em 2010 a comuna tinha 127 habitantes (densidade: 10,3 hab./km²).